# Kjeld Bonfils
Kjeld Bonfils (født 23. august 1918 i København, død 12. oktober 1984 på Frederiksberg) var en dansk jazzpianist, vibrafonspiller og komponist.
Bonfils var central i dansk jazz' "gyldne tidsalder" i 1930'erne. Under Besættelsen spillede Bonfils med Svend Asmussen i Valdemar Eibergs band, og andre steder, og jazz blev set som symbol på undergrundsaktivitet og politisk protest. Bonfils blev hyldet som en af sin tids bedste solister.

## kilder
1. ↑  Kjeld Bonfils på gravsted.dk
2. ↑  European Big Bands Database. Nfo.net. Accessed September 26, 2007.
3. ↑  Jazz, Pop and Rock. UM.dk. Accessed September 26, 2007.
4. ↑  Danish Golden Age Jazz Arkiveret 12. februar 2013 hos  Wayback Machine. DVM.nu. Accessed September 26, 2007.